# Veit Bach
Veit Bach (o Vitus), (cap al 1550 - † 8 de març de 1619) va ser un llaütista i cítarista alemany, i és el primer avantpassat conegut de la família Bach, rebesavi de Johann Sebastian Bach.
Es creu que era fill de Hans Bach. No se sap on va néixer ni l'any exacte. Sabem que era moliner i forner a Hongria i que després es va establir a Wechmar, Turíngia, a causa del seu luteranisme i les guerres religioses de la Lliga d'Esmalcalda (Schmalkaldischer Bund). Va ser pare de:
- Lips Bach
- Johannes (Hans) Bach

En la genealogia que Johann Sebastian Bach va elaborar de la seva família, Veit Bach és l'antecessor més llunyà que esmenta. Diu que portava el seu llaüt o cítara a tot arreu, i fins i tot intentava acompanyar-hi el soroll que feien les moles del molí.